# Nagahama (Shiga)
Nagahama (長浜市 Nagahama-shi?) es una ciudad localizada en la prefectura de Shiga, Japón. En junio de 2019 tenía una población de 115.026 habitantes y una densidad de población de 169 personas por km². Su área total es de 681,02 km².

## Geografía

### Localidades circundantes
- Prefectura de Shiga
  - Maibara
  - Takashima
- Prefectura de Gifu
  - Ibigawa
- Prefectura de Fukui
  - Tsuruga
  - Minamiechizen

## Demografía
Según datos del censo japonés, la población de Nagahama se ha mantenido estable en los últimos años.
| Año del censo | Población |
| ------------- | --------- |
| 1995          | 122.415   |
| 2000          | 123.862   |
| 2005          | 124.498   |
| 2010          | 124.131   |
| 2015          | 118.193   |
| 2020          | 113.636   |